# Villa Feliz
Villa Feliz es uno de los sectores que conforman la ciudad de Cabimas en el estado Zulia (Venezuela), pertenece a la parroquia San Benito. 

## Ubicación
La urbanización Villa Feliz se encuentra rodeada este, oeste y sur por terrenos baldíos, limita al norte con el Barrio Federación, se encuentra en la carretera H luego de la Av. 53.

## Zona residencial
La urbanización Villa Feliz es un desarrollo habitacional llevado adelante por la Alcaldía de Cabimas comenzado en el año 2006, la primera etapa de las casas comenzó a entregarse en el año 2010. Actualmente sigue en construcción y ya se completó Villa Feliz II en el 2012 y se está construyendo Villa Feliz III.

## Vialidad y transporte
La urbanización es cerrada con una sola salida a la carretera H, cuenta con el servicio eléctrico a duras penas, desde el mes de febrero del 2017 empieza la crisis del agua, dejando a Villa Feliz sin el servicio de agua actualmente, el gas doméstico nunca fue un proyecto estable por parte del chavismo, las bombonas de gas mantenían la subsistencia de la comunidad, sin embargo, debido a la crisis del gas en Venezuela, se ha visto afectada la producción de bombonas y los habitantes han tenido que optar por cocinar en leña, las calles necesitan ser asfaltadas. La ruta más cercana es la H5 que pasa por la carretera H.